# Todd Kelly
Todd Kelly, född den 9 oktober 1979 i Mildura i Australien, är en australisk före detta racerförare. Han är storebror till Rick Kelly; mästare i V8 Supercar 2006.

## Racingkarriär
Kelly blev trea i australiska formel Ford 1998, och tvåa i formel Holden året därpå, slagen av den framtida IndyCar och Indy 500-vinnaren Scott Dixon. Efter det flyttade han till V8 Supercar och blev där sexa 2001 och femma 2002, vilket gav honom chansen i Holdens fabriksstall Holden Racing Team. Han körde där i fem säsonger, och slutade som bäst på fjärde plats 2005.
I de omorganiseringar som följde HRT:s dåliga säsonger med företagets förväntningar fick Kelly gå, då Garth Tander värvades till stallet. Kelly hade presterat bättre än stallkamraten Mark Skaife, men Skaife hade en sådan status inom Holden att han blev körande stallchef och andreförare bakom Tander, och Kelly fick gå till privatteamet, Jack Daniel's Racing, vilket inte gav några större framgångar under 2008. Säsongen 2009 var inte heller någon framgång, sedan Kelly bytt till hans familjs nya team Kelly Racing.